# Língua haida
A língua Haïda (Xaat Kíl, também chamada X̱aat Kíl, X̱aadas Kíl, X̱aayda Kil, Xaad kil) é falada pelo povo indígena norte-americano Haida da ilha Haida Gwaii e da Ilha do Príncipe de Gales, Alasca.

## Classificação
Embora já tenha seja considerada como da família das línguas na-dene, hoje é considerada como uma língua isolada.

## Falantes
É uma língua em perigo de extinção, sendo fala por somente 30 a 50 pessoas, todos com idade superior a 70 anos.
Os Haida estão tentando reviver o uso de sua língua. Em Skidegate, os idosos se reúnem diariamente para trabalhar no dialeto da área e já produziram uma série de gravações. Em Masset, o grupo de trabalho é mais jovem, e para garantir que o dialeto de Masset seja reintegrado na vida cotidiana. No Alasca, a comunidade criou um website, incluindo ferramentas de linguagem e gravações dialectais "kaigany".

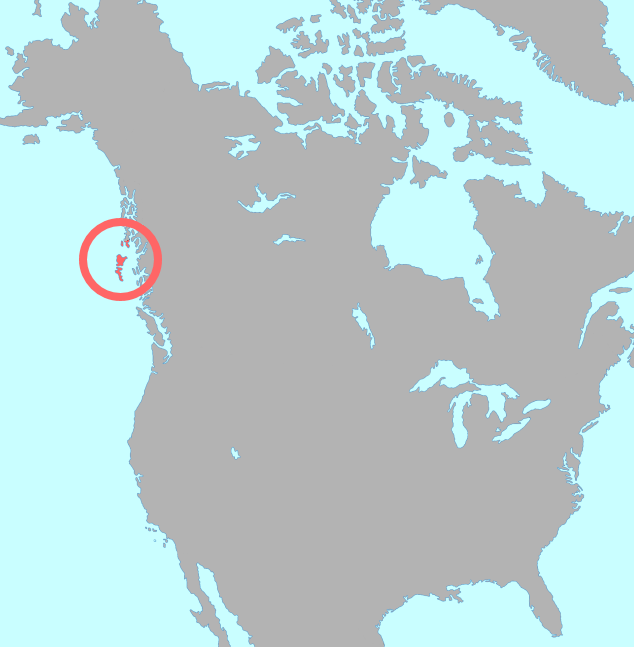
Distribuição da língua Haiga

A maioria das pessoas Haida vive na Ilha Queen Charlotte (Haida Gwaii) na costa oeste da Colúmbia Britânica, no Canadá. Há também Haidas na Ilha do Príncipe de Gales no sudeste do Alasca e em outras partes do Canadá e dos Estados Unidos.

## Fonologia
A língua apresenta pelo menos 46 sons consoantes e tão somente 3 sons vogais.

### Consoantes
|             |             | Bilabial | Alveolar | Alveolar | Postalveolar / Palatal | Palatal~Velar | Uvular | Faringeal | Glotal |
| Central     | Lateral     | Bilabial |          |          | Postalveolar / Palatal | Palatal~Velar | Uvular | Faringeal | Glotal |
| ----------- | ----------- | -------- | -------- | -------- | ---------------------- | ------------- | ------ | --------- | ------ |
| Plosiva     | plana}      | b̥        | d̥        |          |                        | ɡ̊             | ɢ̥      | ( ʕ̥ )3    | ʔ      |
| Plosiva     | Aspirada    |          | tʰ       |          |                        | kʰ            | qʰ     |           |        |
| Plosiva     | Ejetiva     |          | tʼ       |          |                        | kʼ            | qʼ     |           |        |
| Africada    | Lenis       |          |          | d̥͡ɮ̊       | d̥͡ʒ̊                     |               |        |           |        |
| Africada    | Fortis      |          |          | t͡ɬʰ      | t͡ʃ 2                   |               |        |           |        |
| Africada    | ejetiva     |          | t͡sʼ      | t͡ɬʼ      |                        |               |        |           |        |
| Fricativa   | surda       |          | s        | ɬ        |                        | x             | χ      | ( ħ )     | h      |
| Nasal       | plana       | m        | n        |          |                        | ŋ             |        |           |        |
| Nasal       | glotalizada | mˀ       | nˀ       |          |                        |               |        |           |        |
| Aproximante | plana       |          |          | l        | j                      | w             |        |           |        |
| Aproximante | glotalizada |          |          | lˀ       |                        |               |        |           |        |

### Vogais
|             | Anterior | Posterior |
| ----------- | -------- | --------- |
| Fechada     | i iː     | u uː      |
| Meio aberta | (ɛː)     | (ɔː)      |
| Aberta      | a aː     | a aː      |

| + Vogais Haida Masset e Kaigani < |           |      |
| Anterior                          | Posterior |      |
| Fechada                           | i iː      | u uː |
| Meio aberta                       | e eː      | (oː) |
| Aberta                            | a aː      | a aː |

### Tons
O Haida apresenta tons, cuja natureza difere por dialeto.
Os dialetos canadenses (Skidegate e Masset) têm um sistema de tom com baixa carga funcional. A sílaba pesada (aquela com vogais longas ou terminando em sonorantes) têm tom alto e as sílabas leves não marcadas têm tom baixo:  gid}}   [ɡ̊ìd̥]  "Cão",   gin   [ɡ̊ín] "alburno". Exemplos de sílabas marcadas incluem  sùu  "entre" (Masset),   k'á  "minúsculo" (Skidegate). No Masset Haida, as sílabas marcadas de baixo tom são mais comuns, resultantes da elisão de sons intervocálicos: compare-se Skidegate  7axad  para Masset  7àad}}  'rede ". Algumas alternâncias podem ser interpretadas como resultados da análise de sílabas em vez de tom: compare-se Masset  | q'al.a   [q'álà] "muskeg" para  q'ala . Desconfie-se de [q'àlà, onde  se marca um limite de sílaba.
Em Skidegate Haida, as vogais curtas que não possuem tom marcado são alongadas foneticamente quando estão em uma palavra - silába inicial aberta, então  q'an}}   [q'án]} } "Grama" torna-se  q'anaa   [q'àːnáː] "gramado".
Em Masset Haida, as sílabas marcadas de baixo tom têm um comprimento extra, assim,  ginn   coisa ,  7  'mãe' '.
Em Kaigani, o sistema é principalmente com um dos acentos de tom com no máximo uma sílaba por palavra com tom alto na maioria das palavras, embora existam algumas exceções (por exemplo,   "quase") e nem sempre é claro o que deve ser considerado uma "palavra" independente. As sílabas de alto tom são geralmente pesadas (tendo uma vogal longa ou terminando em sonorante).

## Escrita
O Haida tem sido escrito com diferentes sistemas ortográficos inventados por estudiosos e linguistas. Pelo menos dois sistemas ortográficos estão atualmente em uso: um projetado pelo linguista John Enrico, e outro projetado há 30 anos por linguistas nativos do Alasca Centro de Idiomas, Incluindo Michael Krauss e Jeff Leer.
O alfabeto latino utilizado tem as seguintes letras: A , Aa, B, Ch, Ch’, D, Dl, Dz, Ei, G, G, Ĝ, H, Hl, I, Ii, J, K, K’, K, K’, L, L’, M, M’, N, N’, Ng, P, P’, S, T, T’, Tl, Tl’, Ts, Ts’, U, Uu, W, W’, X, X, Y, Y’, apóstrofo (‘)

## Amostra de texto
Yáahl uu st'igáalaan, hal st'i'áwyaagaan.
'Wáadluu xíl hal tlaahláayaan.
Gut'iláa ḵ'íit ḵ'uts hal ts'asláangaan.
'Wáadluu sáng ḵwáan hal néilaan gyaan hal 'lagáalaan
Asgáayst hal xitgwáangaan táawk uu hal diyáangaan.
Wáadluu, chíin ḵwáan gándlaay aa hal táagaan.
Hal sk'ísdlaayaan gyaan xitgáay aa hal jagíyaayaan.
'Wáadluu hingáan an sáanjuudaayaan.

Ahljíihl uu tl' hlgúujuu jahlíis gám 'láa'anggang.
Em português:
Raven ficou doente, estava muito doente. 
Então ele fez alguns remédios. 
Ele ferveu diferentes tipos de raízes de árvores. 
Então ele bebeu por muitos dias e ficou bem. 
Então ele voou procurando comida. 
Então ele comeu muitos peixes em um riacho. 
Ele ficou cheio e não podia voar. 
Então, então, ele simplesmente descansou. 
É por isso que não paga ser muito ganancioso. 

Yáahl (Raven), de um conto sobre Raven -  Erma Lawrence

## Ligações Externas
- Haida em SeaAlaska heritage
- Haida em Omniglot.com
- Site da língua Haiga
- Haida em LanguageGeek
- Povo Haida